# Liaison 11
La Liaison 11 (L11) est un standard de liaison de données tactiques autorisant des échanges automatiques de données entre des unités de surface, aériennes ou sous-marines.  
Ces échanges permettent à ces unités de partager l'information en temps réel. 
La liaison 11 est adaptée pour fonctionner sur des liens HF ou UHF. 
En raison de sa capacité de connecter des plates-formes situées hors de portée optique les unes des autres, la gamme HF est celle la plus fréquemment utilisée. 
Elle n'offre cependant qu'un faible débit.
Le contenu de sa messagerie de données de série-M, et le protocole d'émission, sont définis par le STANAG 5511.
Sa mise en œuvre opérationnelle est définie dans le document OTAN ADatP-33 qui est un ensemble de procédures permettant la mise en œuvre d'un réseau de liaisons de données tactiques multiliaisons et de l'ADatP-11 propre à la Liaison 11. 
L'ADatP-33 est l'héritier du JMTOP américain.

## Présentation
La mise en œuvre de la Liaison 11  nécessite :
- un responsable du réseau,
- un point géographique de référence.

Elle permet entre autres :
- la transmission des pistes (numéro, route, vitesse, position, altitude ou profondeur, type de mobile...)
- la transmission d'ordres command and control (en) C2,
- la transmission d'éléments particuliers (homme à la mer...)

Dans les forces des pays majeurs au sein de l'OTAN, cette liaison est en cours de remplacements par les liaisons 16  et 22  permettant l'échange de données de série-J  répondant mieux aux besoins opérationnels en offrant une meilleure précision des informations échangées.
La liaison 11  était de temps en temps complétée par
- la liaison 14 qui fournissait aux bâtiments non équipés de la liaison 11, un moyen d'échange par messages tactiques manuels.
- la liaison 4-A pour la fonction "Air Control" et
- la liaison 4-C pour la fonction  "Non-C2-to-Non-C2"

Bien que des systèmes capables de coder et décoder les tampons liaison 14 avaient été développés pour accélérer le traitement de l'information, la Liaison 14 était en 2010 tombée en désuétude.

## Positionnement de la Liaison 11 dans le réseau des armées
En France, la Liaison 11 était essentiellement mise en œuvre par les bâtiments de la Marine nationale, l'avion de patrouille maritime Atlantique 2  et les  E3-F de l'armée de l'air.  
La liaison 11 n'était mise en œuvre que par les plates-formes C2.
La fonction CONTROL était quant à elle mise en œuvre par la liaison 4A. 
La fonction NonC2-to-NonC2 était mise en œuvre par la  liaison 4C.
En 2010, La liaison 11  était en cours d'abandon car :
- elle met en œuvre les données (c'est-à-dire le vocabulaire) de série-M[trad 2]  devenues obsolètes, car trop pauvres et imprécises, dans le cadre des opérations majeures.
- elle ne dispose que de 4092 Numéros de pistes[trad 3], nombre notoirement insuffisant depuis la catastrophe du Vol 655 Iran Air. (Voir en liaison 16, le chapitre  Les numéros de piste (Track Number))
- elle ne permet que le contrôle en phonie des  plates-formes Non-C2
- en mode ROLL CALL, le DNCS est un nœud de communication qui fragilise la tenue du réseau (par opposition aux liaison 16 et liaison 22 qui mettent en œuvre un réseau sans nœud[trad 4].

Elle n'était utilisée opérationnellement que dans le cadre d'un réseau logique unique comprenant au minimum la liaison 16  et la liaison 11. 
Cette configuration exige la présence active d'un dataforwarder.
Cependant, un réseau logique unique comprenant la liaison 11  ne satisfait pas les nouveaux concepts d'emplois, mis en œuvre par les liaisons de données tactiques de la série-J, qui forment le média de référence pour la transmission des données tactiques dans la Global Information Grid, concept élaboré dans le cadre du Network Centric Warfare (NCW). Ce CONOPS impose que toutes les plates-formes aient accès à toute l'information, ce qui n'est pas possible en liaison 11  en raison de sa limitation en nombre de TN .
Elle était cependant toujours utilisée seule, lors de mission d'intérêt secondaire, pour conserver un bon niveau d'interopérabilité avec les nations n'ayant pas les moyens de se mettre à niveau des liaisons de données tactiques de série-J  (liaison 16, liaison 22 et dans un futur proche J-Over-IP).

## Description détaillée
En liaison 11, il faut différencier 
- l'aspect technique[2]
  - la radio
  - la crypto (KG 40)[3]
  - le MODEM
  - le réseau technique qui est constitué de stations, c'est-à-dire des plates-formes portant un modem Liaison 11
    - un directeur de réseau DNCS[acro 4]
    - des piquets[trad 6].
- l'aspect fonctionnel
  - Les Interface Units
  - les informations échangées
  - les ordres de Command & Control

Sur une plate-forme C2 équipée de la liaison 11, 
- La mise en œuvre des équipements (radio, cryptographie, MODEM) est réalisée par un technicien (opérateur radio...)
- La mise en œuvre opérationnelles est réalisée par un tacticien (Coordinateur Tactique, Officier de Quart Opérations, Officier Information...)

## Description Technique
Le réseau liaison 11  peut fonctionner selon deux modes techniques
- le mode synchronisation (Net synch)
- le mode de test inter plates-formes (Net Test)

et quatre modes tactiques
- le mode full Roll Call
- le mode SHORT BROADCAST (Silence)
- le mode LONG BROADCAST
- le mode partial Roll Call

Attention : il ne faut pas confondre 
- le mode de fonctionnement du réseau
- le mode de fonction du terminal ou MODEM liaison 11

Les appellations ROLL CALL et SHORT BROADCAST sont utilisées lorsque l'on décrit le fonctionnement des deux topiques (Réseau et MODEM); la signification n'est pas exactement la même.

### Mode réseaufull Roll Call

#### Principe
Dans le mode réseau Full Roll Call, 
- le directeur de réseau ou DNCS interroge les piquets, les uns après les autres ;
- Chaque piquet répond, et ;
- à la fin de la réponse, le DNCS interroge le piquet suivant.

Chaque MODEM est configuré en mode Roll Call.

#### Temps de cycle du réseau
En mode Roll Call, le temps de cycle du réseau, ou NCT, est le temps nécessaire au DNCS pour interroger tous les piquets.
Dans un cycle, certains piquets peuvent être interrogés plusieurs fois et le DNCS peut s'interroger lui-même plusieurs fois. 
C'est particulièrement le cas, pour les « stations » portant un dataforwarder ou un AWACS.
Idéalement, le temps de cycle est de l'ordre de 10 à 12 secondes. 
- 10 secondes correspondent à la durée d'un tour d'antenne de radar de veille air tournant à 6 tr/min.
- 12 secondes correspondent à la durée d'une  FRAME en Liaison 16

C'est le rôle du JICO  de s'assurer du respect de cette durée. À cette fin, il peut imposer :
- le passage de certaines IU en mode  passif,
- la suppression par le DNCS  de certains piquets, de la liste des piquets interrogés,
- la mise en place, sur toutes ou partie des plates-formes, de filtres en émission.

### Mode réseau Short Broadcast (Silence)
Le but du mode réseau SHORT BROADCAST est la discrétion de l'ensemble de la force. 
C'est pourquoi, lorsque l'opérateur d'une plate-forme, décide d'effectuer une émission ponctuelle, il sélectionne uniquement les données nécessaires à la compréhension de l'information devant être transmise :
- la position de l'IU
- les pistes
- Éventuellement, les ordres impliquant les pistes précédemment émises.

L'ordre d'émission des informations doit être respecté ; la majorité des plates-formes réceptrices, rejetant les ordres impliquant des pistes inconnues.
Dans le mode réseau SHORT BROADCAST, tous les MODEM des stations sont configurés 
- en mode terminal SHORT BROADCAST, s'ils sont autorisés à émettre ponctuellement
- en SILENCE RADIO, dans le cas contraire

Lorsqu'une station veut émettre ponctuellement, l'opérateur sélectionne l'information qu'il veut émettre et déclenche l'émission des messages.
Par exemple, si un ordre d'engagement est envoyé, les messages sont émis dans l'ordre suivant :
- Messages de position, d'attitude et d'identité de l'IU émettrice
- Messages de position, d'attitude et d'identité de la cible
- Éventuellement, Messages de position, d'attitude et d'identité de l'arme mise en œuvre (Avion Non-C2, Lanceur SAM Non-C2)
- Message contenant l'ordre d'engagement

### Mode réseau Long Broadcast
Dans ce mode réseau, une seule plate-forme émet. Son MODEM est positionné dans le mode terminal BROADCAST. 
Les autres plates-formes appliquent un silence radio. Leur MODEM peut être positionné dans n'importe quel mode terminal.
- positionnés en mode terminal ROLLCALL, ils ne sont jamais interrogés.
- positionnés en mode SHORT BROADCAST, ils n'émettent pas.

Ce mode est utilisé opérationnellement, par les avions de patrouille maritime pour effectuer un report de situation soit vers une base à terre, soit vers une force naval] et souvent vers un sous-marin qui reçoit les émissions en immersion sur une antenne filaire remorquée.

### Mode réseau Partial Roll Call
Certaines stations ont leur MODEM positionnés en ROLL CALL.
Les autres stations ont leurs MODEMs positionnés en ROLL CALL, mais elles sont en silence radio.
Le DNCS les interroge, mais elles ne répondent que ponctuellement, sur passage par l'opérateur au mode radio NORMAL.
Opérationnellement, ce mode est rarement utilisé car, en cas d'absence de réponse du MODEM interrogé, le DNCS réitère son interrogation, allongeant inutilement le temps de cycle des interrogations.
Le JICO préfère une des deux solutions suivantes :
- les IUs sont passives mais les PIQUETS sont actifs (Il y a des échanges de protocoles uniquement). Dans ce cas, lorsqu'il est interrogé, le MODEM du PIQUET de l'IU passive répond par un message de protocole indiquant qu'il n'a aucune information à transmettre. Ainsi, le MODEM du DNCS interroge immédiatement, le MODEM du PIQUET suivant.
- le DNCS n'interroge pas les PIQUETS qui en conséquence n'émettent pas. Les MODEM sont cependant configurés en mode ROLL CALL et le SILENCE RADIO est désactivé. Ainsi,s'il est interrogé, le MODEM du PIQUET pourra émettre immédiatement ses messages de protocoles, et l'IU ou les IUs (Cas du dataforwarder) pourront émette immédiatement leurs données opérationnelles.

### Mode réseau "Net Synchronization"
Le mode réseau "Net Synchronization" est effectué au démarrage du réseau.
Il établit la base de temps initiale entre le DNCS les autres participants du réseau.
Dans ce mode seul le DNCS émet sur le réseau et les autres plates-formes se synchronisent.
La transmission "Net Synchronization"  est déclenchée manuellement par l'opérateur de la plate-forme du DNCS.
Le MODEM du DNCS transmet continuellement le préambule jusqu'à l'arrêt déclenché par l'opérateur.
Le préambule consiste en deux tons - un ton de 605 Hz et un ton de 2,915 Hz. Ils sont émis respectivement à 12db et 6db au-dessus du niveau normal des data tones.
Pendant la transmission de "Net Synchronization" , la phase du ton de 2,915 Hz est permutée périodiquement de 180 degrés.
Le temps séparant chaque changement de phase est déterminé par le "data rate" et est appelé "Frame".
Chaque MODEM porté par un piquet, est équipé d'une base de temps très précise.
Quand le DNCS transmet dans le mode "Net Synchronization", chaque piquet récepteur synchronise sa base de temps individuelle avec le signal "Net Synchronization".
Si la station du piquet fonctionne dans le mode "synchronisation corrigée", comme c'est normalement le cas, le piquet vérifie qu'il peut reconnaître le signal "Net Synchronization" afin de vérifier qu'une bonne liaison radio a été établie. En mode Roll Call, à chaque réception de FRAME, un ajustement de la synchronisation est effectué grâce aux deux cadres de préambule, la correction peut être de :
- 0,1 ms par FRAME à 1 365 bit/s
- 0,06 ms par FRAME à 2 250 bit/s

Si la station du piquet fonctionne dans le mode "synchronisation stockée", il aligne le temps de sa Frame sur celui du NCS, en utilisant le signal"Net Synchronization" reçu.
Puisque dans le mode "synchronisation stockée", le piquet lie sa base de temps à celle du DNCS, en mode Roll Call, aucun ajustement de la synchronisation ne sera effectué, les données des autres piquets peuvent être perdues.
Donc, ce mode ne devrait seulement être utilisé qu'en cas de faible propagation de radio ou de brouillage du signal.
Si le DNCS met en œuvre le "temps corrigé" (mode normal), le mode réseau "Net Synchronization" permet de vérifier le chemin de communication entre le DNCS et les piquets.
Si un piquet ne reçoit pas la synchronisation, il ne peut pas participer au réseau
Après l'achèvement de la synchronisation réseau, l'opération suivante exécutée dans l'établissement d'un réseau liaison 11, est le lancement du mode réseau "Net Test".

### Mode réseau "Net Test"
Le mode réseau "Net Test" permet de vérifier la connectivité entre tous les participants du réseau.
Le mode réseau "Net Test" est lancé immédiatement après que le mode réseau "Net Synchronisation" ait été achevé.
Le mode réseau "Net Test" vérifie l'interopérabilité physique de MODEM à MODEM.
Les systèmes de mission ou de combat ne sont pas présents dans la boucle d'échange.
Le DNCS émet des données de tests vers tous les piquets.
Le MODEM contient un générateur de code qui crée vingt et un mots de 30 bits.
Une fois que tous les mots ont été produits, le processus de transmission commence automatiquement et continue à courir jusqu'à l'arrêt par l'opérateur.
Le message "Net Test" consiste en un préambule à cinq Frames, une Frame  de référence de phase et les 21 mots "Net Test" produits par le Modem.
Les MODEM des piquets vérifient leur fonctionnement en comparant les données du signal reçu avec celles qu'ils ont localement produit. Tout écart peut être consécutif soit à un brouillage du signal, soit à une erreur de réception des données. Sur action opérateur des piquets, le MODEM remonte vers l'opérateur :
- le nombre de séquences de vingt et un mots reçues
- les écarts constatés

La seule analyse que le DNCS peut tirer du mode Net Test, est une anomalie sur sa chaîne d'émission si tous les piquets reçoivent les données avec erreurs, et si ce n'est pas le cas avec un autre DNCS.
Le mode réseau "Net Test" permet  également de fixer les niveaux de sortie audio DTS.
Le Signal de réglage devrait être saisi à 0 dBm
Une fois le mode réseau "Net Test" achevé, le directeur de réseau peut ordonner le passage en mode réseau RollCall.

### Le POFA
Le « Programmed Operational and Functional Analysis » permet de vérifier 
- la connexion de bout-en-bout, sur une plate-forme, du système de mission à l'émetteur, ou
- la connectivité entre plusieurs plates-formes.

Le POFA s'effectue par la transmission de 100 mots définis dans l'AdatP-11.
Lors du déroulement du POFA sur une simple Plate-forme, le MODEM est positionné en mode FULL-DUPLEX.
Les 100 mots sont émis par le système de mission, et reçus parallèlement.
Le système de mission vérifie l'intégrité des données reçues et dans la négative présente à l'opérateur le pourcentage d'erreur pour chacun des 30 bits composant chacun des 100 mots.
Le déroulement du POFA multi plates-formes s'effectue généralement en mode roll-call, le MODEM est positionné en mode HALF-DUPLEX.
Le système de mission vérifie l'intégrité des données reçues pour chaque Terminal Address. 
Il présente à l'opérateur les erreurs relevées.
Les résultats contiennent :
- la durée de transmission
- le total de mots transmis
- le total de mots reçus
- le total de mots reçus avec erreur

Chaque plate-forme calcule le facteur de qualité de la liaison. 
- On divise le nombre de mots reçus par le nombre de mots transmis.
- Le POFA est considéré correct si le pourcentage est égal ou supérieur à 95 %.

Ensuite, on calcule le facteur d'erreur en réception, 
- On divise le nombre de mots reçus avec erreur par le nombre total de mots reçus.
- Le POFA est considéré correct si le pourcentage est égal ou inférieur à 1 %.

## Portée Radio
Les échanges de données liaison 11  peuvent s'opérer soit en haute fréquences (HF) ou en ultra haute fréquences (UHF).
En bandes HF, la portée omnidirectionnelle de la liaison 11 peut atteindre 300 milles marins depuis le point de transmission.
En bande UHF, la portée est approximativement équivalente à la portée optique, soit 25 milles marins entre navires et 150 milles marins entre un navire et un aéronef.

## Description fonctionnelle

### Configuration d'une plate-forme Liaison 11
En Bref, on peut dire que chaque système de mission possède deux états de la fonction "Liaison de Données Tactiques" (LDT), qui définissent le contenu des données émises lorsqu'il est sollicité par le MODEM pour une émission :
- LDT "NORMAL", dans cet état, toutes les données sont éligibles pour la transmission
- LDT "SILENCE", dans cet état, seules les données sélectionnées par l'opérateur sont éligibles pour la transmission. Une fois émises ces données sont automatiquement dé-sélectionnées pour ne pas être réémises à l'action opérateur suivante.

Les configurations standards d'une plate-forme équipée liaison 11  (Participating Unit) sont :
- MODEM  en ROLL CALL et Système de mission  en LDT "NORMAL"
- MODEM  en SHORT BROADCAST et Système de mission  en  LDT "SILENCE"

Il existe une autre configuration utilisée régulièrement
- MODEM  en SHORT BROADCAST et Système de mission  en  LDT "NORMAL"

Dans cette configuration, le sous-marin à l'immersion périscopique, ou l'avion de patrouille maritime remontant à une altitude élevée, transmettent en une seule émission, toute leur situation tactique (SITREP)
Enfin, la configuration 
- MODEM  en ROLL CALL et Système de mission  en LDT "SILENCE"

permet à l'opérateur d'une plate-forme C2 donnée, d'émettre ponctuellement une information ou un ordre indispensable, sans pour autant participer en permanence à l'élaboration de la situation tactique.

### Les Interface Units, participant au Réseau Liaison 11
- Une "Interface Unit" peut être :
  - Une "Station"
  - Une unité participant à une Liaison de Données Tactiques (liaison 16, liaison 22, Joint Range Extension) qui est relayée sur la Liaison 11  par le "Dataforwarder"[5]. Une IU active sur la liaison 11  est appelée Unité Participante[trad 10]  ou PU.

Il faut noter qu'une IU active plate-forme Non-C2  en liaison 16, est présente en liaison 11  uniquement en tant que piste.
Sur l'aspect fonctionnel et opérationnel, il n'y a aucune différence de traitement sur les deux types de participants. Chacun peut recevoir et transmettre :
- Des ordres,
- Les états plate-forme
- Les états des armes
- Les états d'engagement

Les Interfaces Units peuvent être actives ou passives

#### Les Interfaces Units Actives
Ce sont les IUs qui transmettent au minimum les messages indiquant leur position et leur identité sur l'interface.

#### Les Interfaces Units Passives

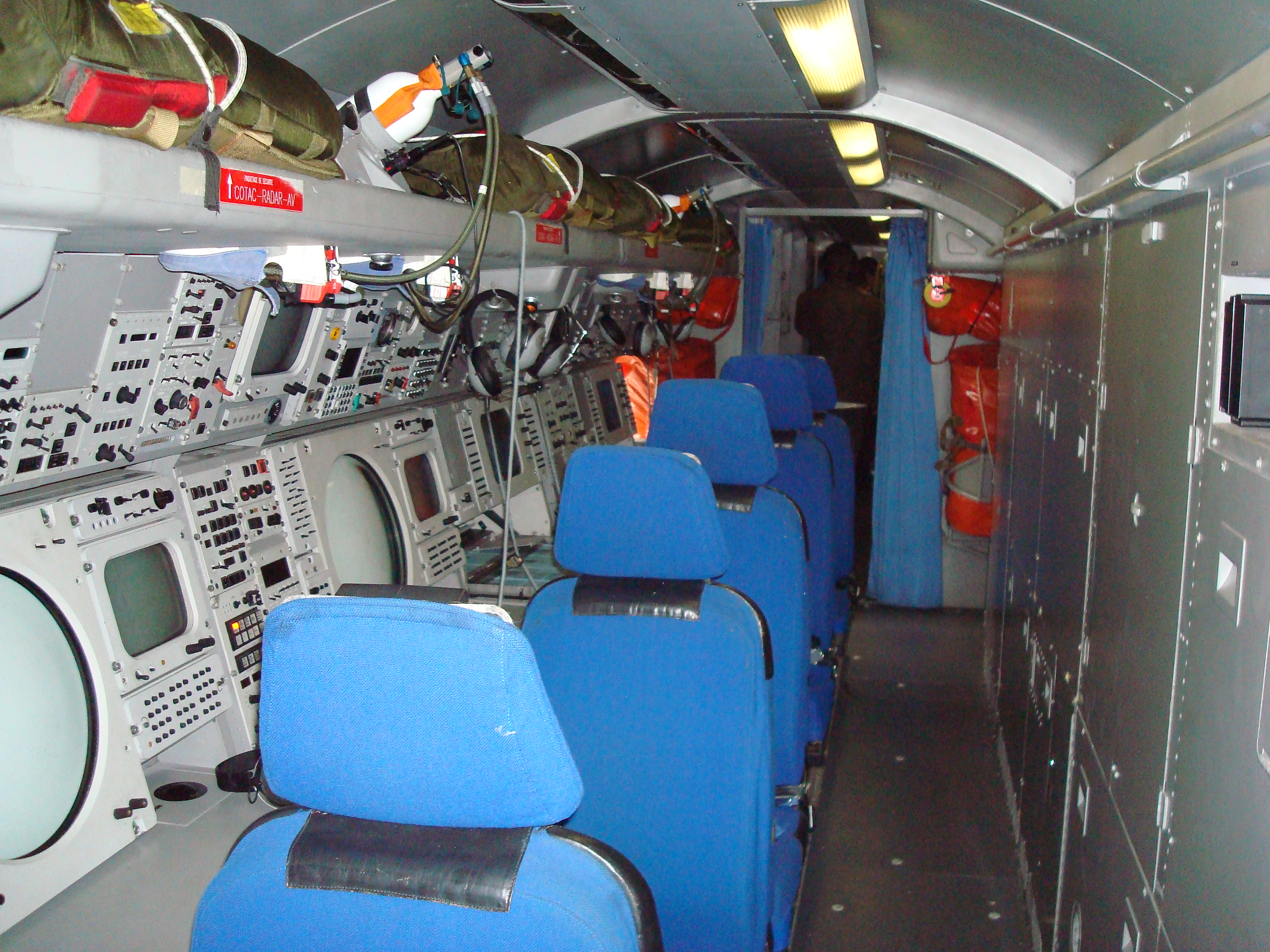
Tranche tactique d'un Atlantique 2, vue du cockpit vers l'arrière

Une Interface Unit peut être passive alors que la station qui lui est associée est active.
Dans ce cas,
- Le MODEM du DNCS interroge le MODEM du PIQUET dont l'IU est passive.
- Ce MODEM répond qu'il n'a aucune information à transmettre.
- Le MODEM du DNCS interroge le MODEM du PIQUET suivant.

Les Interfaces Units peuvent n'avoir jamais émis de messages sur l'interface. 
Elles peuvent cependant être destinataires d'ordres adressés, dans ce cas, l'attitude de la plate-forme permet de s'assurer que l'ordre a bien été reçu.
Si une IU passive est détectée par une Interface Unit (plate-forme C2) active, celle-ci :
- affectera manuellement à la piste correspondant à l'IU passive, le Track Number qui lui aura été attribué dans le message OPTASK Link, (Les opérateurs peuvent attribuer manuellement, n'importe lequel des TNs hors de la plage des TNs affectée à leur plate-forme)
- diffusera la piste sur l'interface,
- cessera la diffusion si l'IU devient active.

Les IUs passives sont, à titre d'exemple,:
- Les avions ravitailleurs qui pour des raisons de sécurité n'émettent pas durant les ravitaillements
- Les avions en cours de ravitaillement (pour les mêmes raisons)
- Les avions en approche de zone de frappe, par souci de discrétion[6]
- les sous-marins à l'immersion périscopique ou en  immersion de sécurité et à l'écoute des informations directement en liaison 11  ou forwardées, depuis la liaison 16  ou la liaison 22.

### L'identification et le positionnement des IUs

#### L'identification
L'identification est apportée dans le message propre aux IUs.
Seules les plates-formes C2 sont diffusées en liaison 11  en tant qu'IUs.
Ces messages contiennent l'environnement (Air, Surface (Maritime), Surface (Terrestre), Sous-marin) et le type de plate-forme

#### Le positionnement des IUs
Chaque unité transmet son Centre de Coordonnées Système  en  coordonnées cartésiennes orthonormé par rapport à un point de référence appelé point de référence des transmissions de données  ou DLRP. 
Le DLRP est connu de tous, par la prise de connaissance du contenu du message OPTASK  qui indique sa position en latitude et longitude.
- Soit, la position de l'IU est confondue avec le centre de coordonnées système(cas le plus courant)
- Soit, la position de l'IU est transmise en  coordonnées cartésiennes orthonormé par rapport au centre de coordonnées système (C'est surtout le cas des IUs des liaisons de série-J (liaison 16, liaison 22  et JRE[acro 10]) retransmises en liaison 11  par le dataforwarder).

### La surveillance

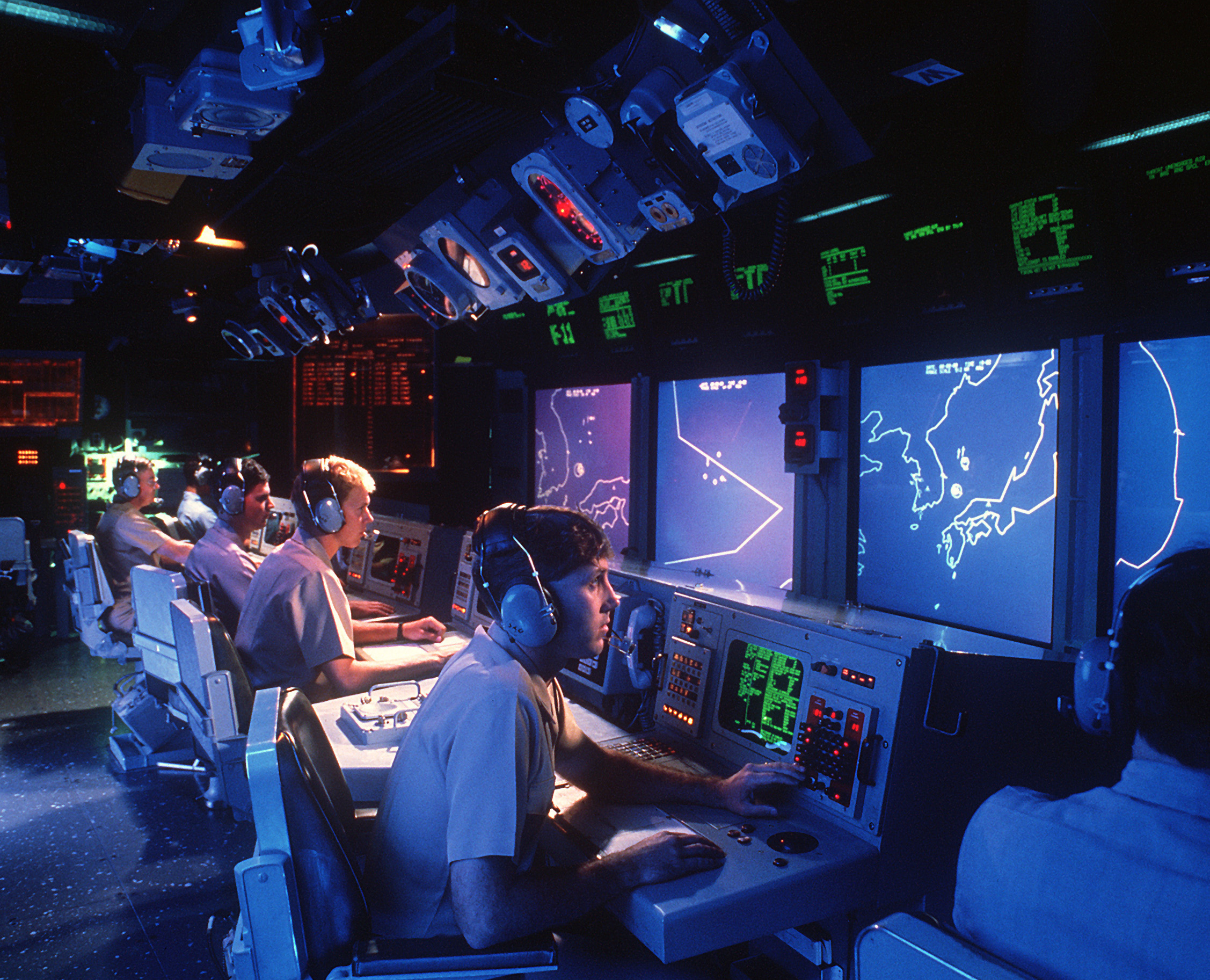
Écran de surveillance d'un destroyer AEGIS

La surveillance est la fonction première des plates-formes C2  et pratiquement la fonction principale de la Liaison 11
Équipées de senseurs, elles élaborent, à partir de données brutes (les plots radar), des pistes dont les symboles représentent sur les écrans, les informations cinématiques et de localisation dans l'espace, des mobiles détectés.
À bord des plates-formes C2, on distingue :
- les données techniques  dont l'exploitation est à usage exclusivement interne
- les données tactiques  dont l'exploitation est réalisée en interne et sur les autres plates-formes.

Seules les informations échangées, par l'intermédiaire des liaisons de données, ont droit au qualificatif de tactiques.
Le format d'échange retenu par les forces de l'OTAN et françaises, étant celui des données de série-J, les systèmes présentent à l'opérateur, les informations échangées en liaison 11  selon ce format ; cela nécessite un travail de traduction, de la série-M  vers la série-J  et inversement, qui s'appuie sur le STANAG 5616.

#### But de la surveillance

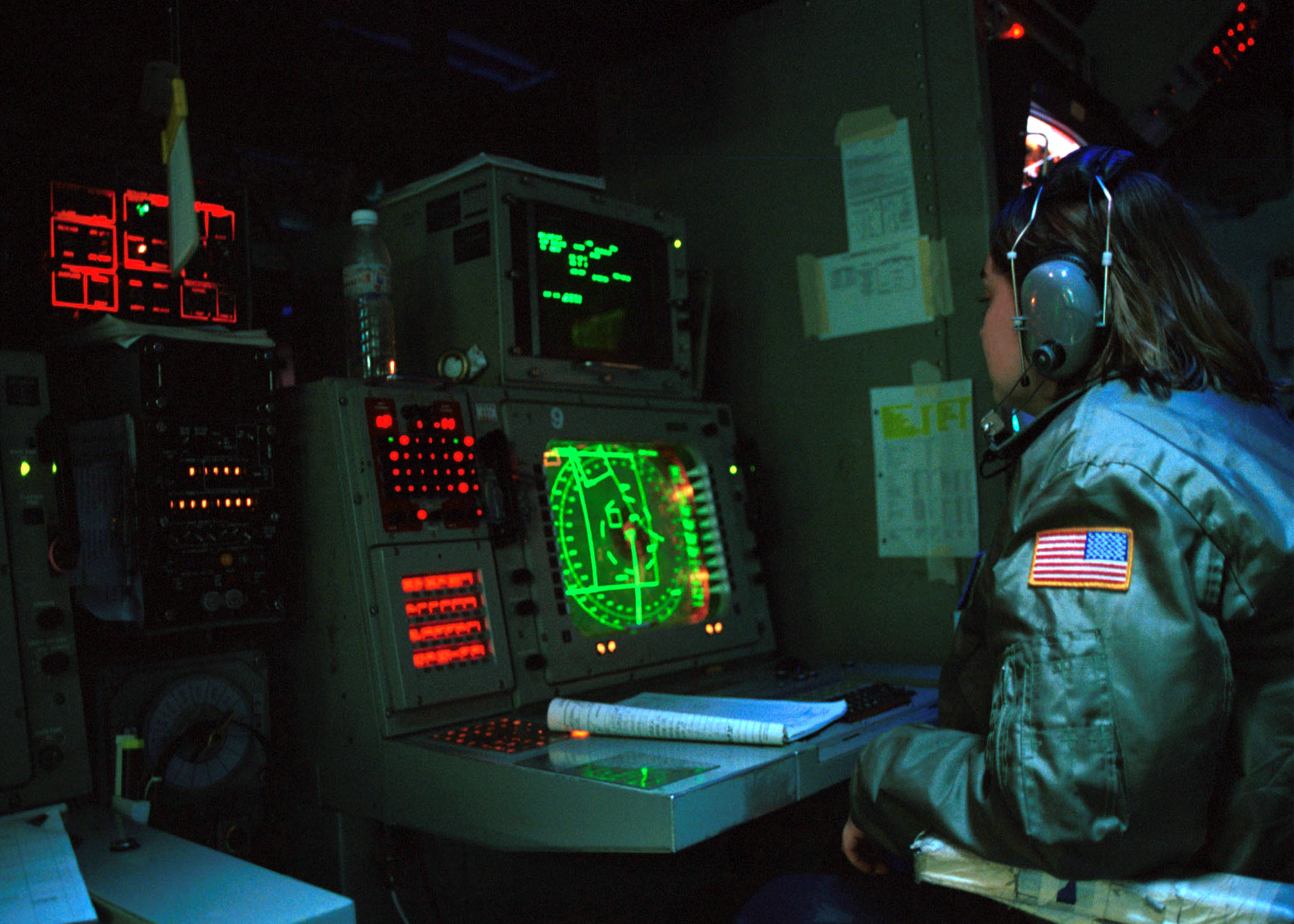
CIC du porte-avions.

La surveillance  en Liaison 11, permet l'échange d'objets tactiques dans une grille de  coordonnées cartésiennes orthonormé par rapport au Centre de Coordonnées Système  de l'IU émettrice (ce CCS étant lui-même positionné par rapport au PRTD) :
- Pistes ("Temps réel" (TR) et "non temps réel" (NTR) en particulier les pistes issues de l'AIS[acro 12])
- Points, lignes, surfaces et volumes de référence
- Points d'urgence
- Fixes (positions en DELTA X, DELTA Y par rapport au Centre de Coordonnées Système de l'IU émettrice, et éventuellement altitude)
- Relèvements en DELTA X, DELTA Y de l'origine par rapport au Centre de Coordonnées Système de l'IU émettrice, et azimut)

Elle permet également d'échanger des messages dont le but est de clarifier l'image tactique en supprimant :
- les doubles désignations (Un objet du monde réel faisant l'objet de deux pistes)
- les conflits de TN (le même numéro de piste (TN) désignant des objets différents)
- les conflits d'environnement (par exemple, un objet est évalué par une unité comme appartenant à l'environnement Surface maritime et il est évalué par une autre unité comme appartenant à un autre environnement - Air par exemple).
- les conflits d'identité (écart d'identité)
- les conflits d'IFF (écart d'IFF)

La surveillance  transmet des liens entre deux objets de l'image tactique, par l'échange de messages d'association et de PAIRING

##### L'association et l'appariement
L'association  et l'appariement  ne sont pas des fonctions propres aux liaisons de données tactiques en général, ou à la Liaison 11  en particulier.
Les systèmes de mission et de combat associent et appairent les pistes, même en l'absence de connexion au réseau. Une fois la plate-forme connectée à l'interface, la Liaison 11  permet la transmission de ces informations.

###### L'association

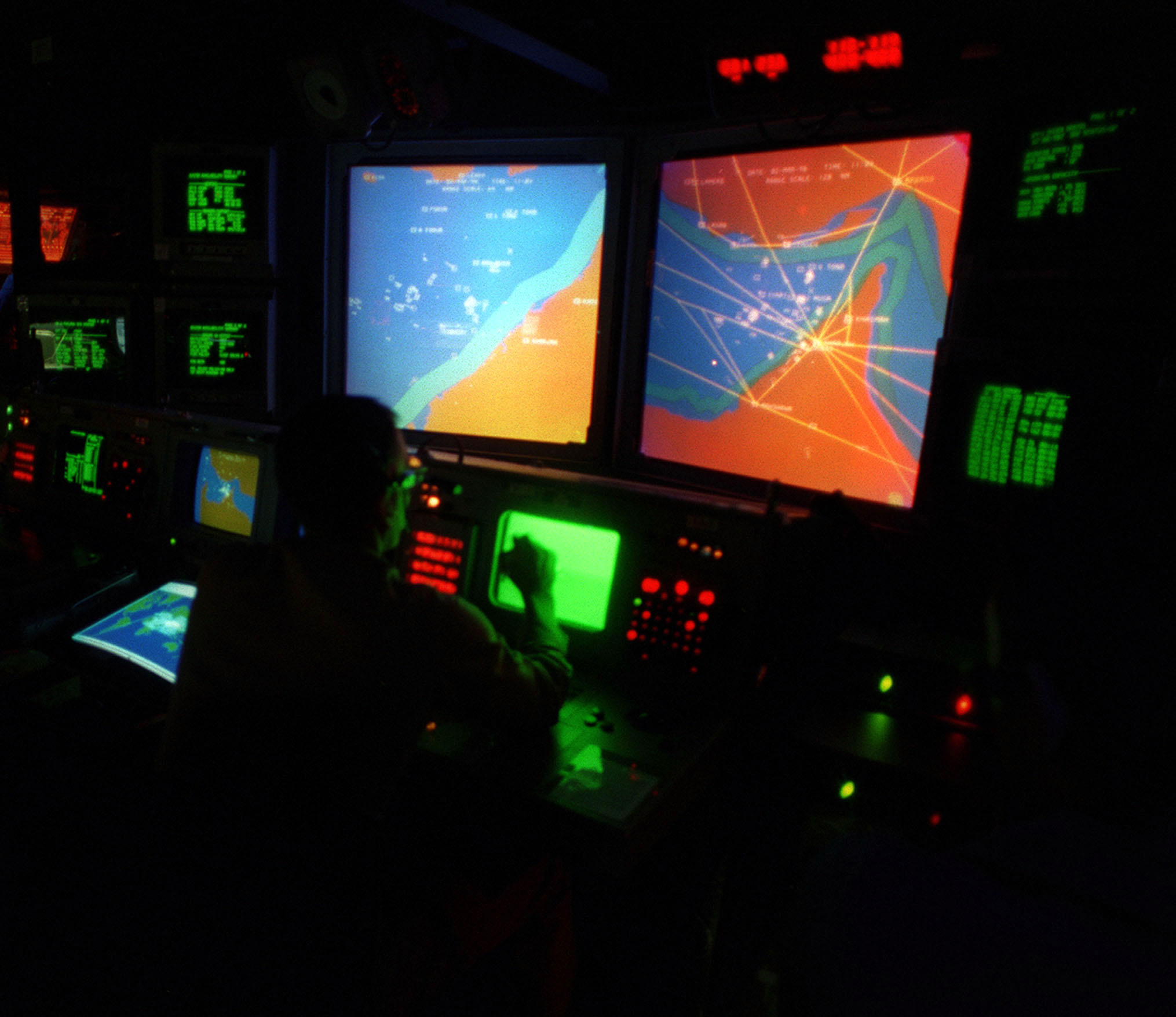
Écran de surveillance du USS John S. McCain

L'association  indique que les objets concernés sont relatifs au même objet du monde réel.
Par exemple, 
- Un relèvement de Guerre Électronique est associé à une piste AIR, si les informations captées (par exemple les émissions d'un radar), sont issues de la piste AIR.
- Deux pistes sous-marines sont associées, si elles désignent le même sous-marin (les pistes sous-marines ne peuvent pas être corrélées).

###### L'appariement
L'appariement  se dit dans le langage commun PAIRING .
Le PAIRING  précise le déroulement de la mission d'une piste AMI  en décrivant son activité.
Par exemple, 
- la piste d'un avion AMI  retournant à sa base (RTB[acro 13]) fera l'objet d'un PAIRING  avec la base devant accueillir l'aéronef.
- un avion ravitailleur AMI  fera l'objet d'un PAIRING  avec le point de référence de ravitaillement autour duquel il orbite.

#### Nombre d'objets tactiques échangés
La fonction surveillance de la liaison 11 ne permet d'échanger que quelques centaines d'objets tactiques.
Puisque les liaisons de données tactiques de série-J quant à elles, permettent l'échange de plusieurs milliers d'objets, le dataforwarder devra mettre en place un filtre dans le sens liaison 16  vers liaison 11, liaison 22 vers liaison 11 et JRE vers la liaison 11.

#### Positionnement des Pistes
En liaison 11, contrairement au liaisons de données tactiques de la série-J, les objets dont les pistes ne sont pas transmis en latitude, longitude, mais en DELTA X et DELTA Y par rapport au centre des coordonnées système, que chaque IU transmet en début de transmission.

#### Les numéros de piste (Track Number)
Les Numéros de Pistes (en anglais Track Number et en langage commun TN) est l'identifiant (le nom) d'une piste. 
Il est composé en données de série-M  de quatre termes numériques codés sur trois digits.
Il se présente donc sous la forme N.N.N.N8 (N en octal).
Dans un réseau logique multi liaisons, les Numéros de Pistes  série-M  sont appelés LowTN .
les TN  supérieurs à 077778 sont appelés HighTN  ; ils ne sont disponibles que pour les liaisons de données tactiques de série-J .
Certaines plages de TN ont des affectations particulières :
- de 00018  à 00768  : Ces numéros sont affectés à de Interfaces Units (IU prend en compte tous les participants actifs à l'un des réseaux en fonction sur le théâtre d'opération) et prioritairement au Participating Units. En "liaison 11", pour des raisons de sécurité (le numéro de piquet  n'étant pas crypté), il est important de différencier :
  - le TN de PU  qui de fait peut être compris dans les intervalles 00018  à 00768  et  01008  à 01758
  - le numéro de Piquet  attribué au MODEM de la Station qui lui est strictement limité à l'intervalle 00018  à 00768
- 00778  : Ce numéro est interdit en opération. Il était utilisé aux États-Unis, lors des exercices, par un AEW des forces "bleue" pour transmettre les pistes détectées aux forces "orange" et ainsi faire l'économie du vol d'un second AEW au profit des forces "orange".
- de 01008  à 01758  : Ces numéros sont affectés à de Interfaces Units et prioritairement au Reporting Units (RU  : les RUs sont les IU  participant à la liaison 11-B)
- 01768  : Numéro réservé à l'unité effectuant la passerelle entre la Liaison 11  et la Liaison 16  (le Dataforwarder)
- 01778  : Numéro destiné à indiquer qu'un message d'ordre est diffusé (Toutes les unités sont destinataires du message)
- 77778  : Numéro réservé pour le gestionnaire du réseau multiliaisons, généralement le JICO.

Dans le message "OPSTASK LINK", le JICO attribue à chaque IU  un bloc de numéros de pistes, dans lequel elle prendra le TN qu'elle affectera automatiquement  à une piste au moment de son émission selon la méthode First in, first out. Cependant, les opérateurs peuvent attribuer manuellement, n'importe lequel des TNs hors de la plage des TNs affectée à leur plate-forme.
Le TN n'est en aucun cas une indication sur l'IU à l'origine de la diffusion de la piste mais uniquement sur l'unité à l'origine de sa création, si le TN a été attribué automatiquement.

## Acronymes
1. ↑  Standard NATO Agreement
2. ↑  ADatP : Allied DATa processing Publication
3. ↑  JMTOP : Joint Multi-TADIL Operating Procedures
4. ↑  DNCS: Data Net. Control Station
5. ↑  NCT :Net Cycle Time
6. ↑  JICO : Joint Interface Control Officer
7. ↑  SITREP : SITuation REPort
8. ↑  DLRP : Data Link Reference Point
9. ↑  OPTASK : Operational Tasking
10. ↑  JRE : Joint Range Extension
11. ↑  Combat Information Center
12. ↑  AIS = Automatic Identification System
13. ↑  RTB: Return To Base

## Traductions de
1. ↑  Liaison 11 : Link 11
2. ↑  série-M : M-seeries
3. ↑  Numéro de Piste : Track Number
4. ↑  nodeless
5. ↑  Liaison de données tactiques : Tactical Data Link ou en cours TADIL
6. ↑  PIQUET : PICKET
7. ↑  Temps de cycle du réseau : Net Cycle Time
8. ↑  (en) Corrected synchronization
9. ↑  (en) Stored synchronization
10. ↑  Unité Participante : Participating Unit (PU)
11. ↑  point de référence des transmissions de données : Data Link Reference Point